# Сольдо, Винко
Винко Сольдо (хорв. Vinko Soldo; 15 февраля 1998, Загреб, Хорватия) — хорватский футболист, защитник клуба «Динамо» (Загреб).

## Карьера

### Клубная карьера
Начал заниматься футболом в клубе «Дубрава», в 2009 году перешёл в загребское «Динамо».
12 января 2016 года защитник подписал первый профессиональный контракт со столичным клубом. 6 мая 2016 года он провёл дебютную игру в чемпионате Хорватии, выйдя на замену в матче со «Славен Белупо».

### В сборной
Сольдо принимал участие в финальной части юношеского чемпионата Европы в Болгарии. На турнире защитник провёл все матчи своей команды, завоевавшей право участвовать на юношеском чемпионате мира 2015.
На мировом первенстве в Чили сборная Хорватии вышла в 1/4 финала, где уступила малийцам. Сольдо выходил на поле в каждом из матчей своей команды на турнире.
В июле 2016 года защитник принимал участие в играх финальной стадии юношеского чемпионата Европы. Хорватская сборная неудачно выступила, проиграв во всех трёх матчах.

## Достижения
«Динамо» (Загреб)
- Чемпион Хорватии (1): 2015/16
- Обладатель Кубка Хорватии (1): 2015/16